# Mario et Sonic aux Jeux olympiques
Vous lisez un « article de qualité » labellisé en 2013.
Mario et Sonic aux Jeux olympiques (マリオ&ソニック AT 北京オリンピック, Mario ando Sonikku atto Pekin Orinpikku) est un jeu vidéo de sport développé par Nintendo SPD et Sega Sports R&D. Il est publié par Nintendo et Sega. Le jeu est autorisé officiellement par le Comité international olympique par une licence permettant de devenir un jeu vidéo officiel sur les Jeux olympiques et c'est le premier jeu vidéo officiel des Jeux olympiques d'été de 2008. Il s'agit du premier crossover regroupant les personnages des univers de Mario et de Sonic. Il sort sur Wii en novembre 2007 et sur Nintendo DS en janvier 2008.
Mario et Sonic aux Jeux olympiques propose sur Wii et Nintendo DS un ensemble de 24 épreuves tirées des Jeux olympiques. Le joueur incarne un personnage de Nintendo ou de Sega et concourt contre les autres dans ces épreuves. Dans la version Wii, il utilise la Wiimote pour reproduire les mouvements réels, par exemple ceux d'une raquette de tennis. Dans la version DS, le stylet et les boutons de contrôle sont utilisés. Les deux versions suivent de près les règles des différents sports. Sega adopte la mission du CIO de promouvoir un esprit sportif et son désir d'intéresser les jeunes aux Jeux olympiques en utilisant ses personnages. Pour ces raisons et pour l'atmosphère d'esprit sportif compétitif que doivent offrir les Jeux olympiques, Sega reçoit l'autorisation de Nintendo d'inclure Mario dans le jeu avec Sonic.
Globalement, les critiques saluent l'interaction multijoueur de la version Wii et la variété des épreuves des deux versions. Ils critiquent cependant la version Wii pour son manque de simplicité et la version DS pour ne pas offrir la même interaction entre les joueurs. Le jeu Wii reçoit le titre de « Meilleur jeu Wii 2007 » à la Games Convention de Leipzig. Vendu à plus de onze millions d'exemplaires, Mario et Sonic aux Jeux olympiques est un succès commercial. C'est le début d'une série de jeux de sports sur les Jeux olympiques.

## Système de jeu

### Généralités
Mario et Sonic aux Jeux olympiques est un ensemble de 24 épreuves issues des Jeux olympiques,. Sur Wii, les épreuves consistent à utiliser les capacités de reconnaissance de mouvement de la Wiimote et du Nunchuk pour contrôler les actions du personnage se trouvant sur l'écran. Le joueur bouge la manette d'une manière similaire aux mouvements réels ; il balance par exemple la Wiimote pour reproduire le lancer du marteau ou tire la Wiimote et incline le Nunchuk comme un arc. Alors que le Nunchuck est requis pour le tir à l'arc, il est optionnel dans la plupart des épreuves. Il y a des épreuves plus exigeantes physiquement, comme les cinq courses qui demandent un battement rapide de la manette. Plusieurs aspects du gameplay sont contrôlés par la console. Par exemple, au tennis de table, le déplacement du joueur est dirigé par la Wii, alors que la raquette est contrôlée par le joueur. Le jeu DS est similaire par sa conception, mais les épreuves demandent beaucoup moins d'efforts physiques que ceux de la Wii. Par exemple, au lieu de bouger la manette, le joueur doit toucher l'écran rapidement pour les jeux de course.

### Personnages et environnement
Mario et Sonic aux Jeux olympiques présente ensemble Mario et Sonic et quatorze autres personnages de leurs univers respectifs. Ils participent à des compétitions dans des environnements inspirés des sites de compétition officiels des Jeux olympiques d'été de 2008, à Pékin. Ces environnements sont adaptés au style futuriste et cartoon des franchises de Sonic et Mario,. Chaque personnage jouable a ses propres caractéristiques, qui peuvent l'avantager ou non selon l'épreuve. Les personnages sont classés selon quatre catégories : complet, vitesse, puissance et habileté. La version Wii propose des personnages supplémentaires venant de la chaîne Mii. Cette chaîne permet au joueur de créer un Mii, un avatar personnalisé qui peut être utilisé dans les jeux supportant ce système. Les deux versions ont aussi des personnages non jouables, qui servent d'arbitres dans certaines épreuves.
Les personnages complets, comme Mario, Amy, Luigi et Blaze, sont équilibrés : ils n'ont pas de points faibles, mais pas de véritables points forts non plus. Les puissants, composés de Knuckles, Bowser, Vector et Wario, possèdent une endurance et une force toutes deux excellentes, mais sont très lents et très peu habiles. Les athlètes rapides, à savoir Sonic, Yoshi, Shadow et Daisy, disposent d'une bonne vitesse mais ont une endurance dérisoire. Enfin, les personnages habiles, qui sont Peach, Tails, Waluigi et Dr. Eggman, sont très adroits mais disposent d'une force assez faible.

### Modes de jeu
Les versions Wii et DS proposent trois modes de jeux : le match simple, le mode circuit et le mode mission. Dans le match simple, le joueur peut concourir dans chaque épreuve séparément. Dans le mode circuit, le but est d'obtenir le score total le plus élevé dans une série d'épreuves prédéterminée ou personnalisée. Le mode mission est un mode dans lequel chaque concurrent a six missions, dépendant du personnage, à accomplir. Les spécificités des personnages ne sont pas utilisées, ce qui rend les missions plus difficiles. Les modes circuit et match simple de la version Wii peuvent être joués à quatre joueurs simultanément, alors que la version DS a une option dédiée au mode multijoueur,. Ce mode permet à quatre joueurs au maximum possédant la cartouche du jeu d'utiliser les capacités de transmission sans fil de la DS pour participer aux épreuves. Le jeu en téléchargement permet de jouer à quatre avec une seule cartouche. Le nombre d'épreuves disponibles est cependant réduit à six et le mode circuit n'est pas disponible,.
Les deux versions possèdent également un mode galerie dans lequel de brèves informations concernant les Jeux olympiques peuvent être trouvées. Il y a cinq catégories d'informations organisées par histoire et athlètes. Des mini-jeux débloquent les réponses à des questions. Les musiques classiques des deux univers sont disponibles dans la galerie une fois tous les niveaux d'une catégorie terminés,. Les deux versions proposent aussi un classement qui utilise la Connexion Wi-Fi Nintendo pour afficher les meilleurs temps et scores de chaque épreuve,.

### Épreuves
Mario et Sonic aux Jeux olympiques fait figurer des épreuves olympiques classiques dans le match simple et le mode circuit. Elles suivent de près les règles des différents sports. Les épreuves sur Wii sont classées en différentes catégories l'athlétisme, la gymnastique, ou encore la natation. Dans les épreuves de relais, comme le 4 × 100 mètres en athlétisme et en natation, les joueurs peuvent constituer des équipes de quatre personnages choisis parmi tous ceux disponibles.
En plus de ces épreuves ordinaires, on trouve des variantes aux épreuves olympiques appelées « épreuves Rêve ». Contrairement à celui des autres épreuves, le gameplay n'y est pas réaliste. Prenant place dans des lieux et utilisant des objets des univers classiques de Mario et Sonic, ces épreuves permettent aux joueurs d'utiliser les capacités spéciales des personnages, des objets uniques et de voir certains moments au ralenti,.
Bien que les versions Wii et DS aient des épreuves similaires, certaines d'entre elles sont spécifiques à une console. Les relais par exemple sont exclusifs à la version Wii, alors que le cyclisme et le plongeon olympique, entre autres, se trouvent seulement dans la version DS.

## Développement

### Contexte
Au début des années 1990, Nintendo et sa série Super Mario dominent le marché du jeu vidéo dans son genre phare, le jeu de plates-formes. Les développeurs de Sega ressentent le besoin de créer une nouvelle mascotte, Alex Kidd n'arrivant pas à convaincre, pour promouvoir la console Mega Drive et concurrencer Mario et la Super Nintendo. Estimant Mario ennuyeux, ils cherchent un personnage plus « cool » qui plairait à la jeune génération. Après plusieurs hésitations, ils créent Sonic et une équipe de 15 personnes travaillent sur le jeu Sonic the Hedgehog,. La rivalité entre Mario et Sonic est intense dans les années 1990, d'abord sur Super Nintendo et Mega Drive, puis sur Nintendo 64 et Saturn, mais Nintendo a plus de succès.
En 1998, Sega lance la Dreamcast. Les ventes sont mitigées et après les difficultés économiques découlant de cet échec commercial, Sega annonce en mars 2001 que l'entreprise ne produira plus de consoles et ne se consacrera plus qu'aux softwares. Ce changement de stratégie commerciale a pour conséquence le développement de jeux sur de multiples consoles dont celles de son concurrent le plus important, Nintendo. C'est ainsi qu'en mars 2001 avec ChuChu Rocket!, jeu Dreamcast porté sur Game Boy Advance, Sega édite son premier titre sur une console fabriquée par Nintendo. Les deux entreprises anciennement rivales vont commencer à travailler ensemble. Fort de son expérience sur borne d'arcade, Sega va aider Nintendo à se développer sur ce segment qui lui a longtemps fait défaut. Ils vont conjointement développer un système d'arcade nommé Triforce présenté en 2002 (avec la collaboration de Namco), ce qui mènera petit à petit à la naissance du premier jeu utilisant une licence appartenant à Nintendo développé par Sega, F-Zero GX en 2003,,.
Après F-Zero GX, Mario et Sonic aux Jeux olympiques est le deuxième jeu vidéo développé par Sega en collaboration avec Nintendo.

### Rapprochement des deux mascottes
« [Les Jeux olympiques] rassemblent tout le monde, des plus jeunes aux plus anciens. Et c'est dans cet esprit que nous pensions que c'était la meilleure occasion de réunir Sonic et Mario dans un jeu. »
— Le directeur marketing de Nintendo Europe, à propos de la raison pour laquelle les Jeux olympiques ont été choisis pour la première rencontre entre Mario et Sonic.

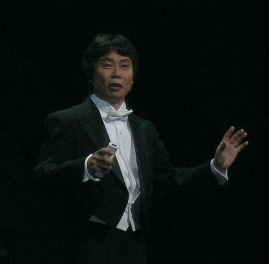
Shigeru Miyamoto, le superviseur du jeu.

L'idée d'un crossover entre les personnages de Sonic de Sega et Mario de Nintendo est discutée par les deux sociétés ; les créateurs des mascottes, respectivement Yuji Naka et Shigeru Miyamoto, ont des discussions privées révélées en 2005. Malgré ces discussions, on en reste au niveau du projet car il manque un cadre qui donnerait « un cachet d'exception » au jeu. L'idée d'un contexte olympique pour les mascottes est finalement trouvée après que Sega récupère la licence pour les Jeux olympiques de 2008 environ un an plus tard. Le développeur adopte la mission du CIO de promouvoir un esprit sportif et veut intéresser les jeunes aux Jeux olympiques grâce à sa licence nouvellement acquise. L'entreprise décide d'asseoir le jeu sur des personnages que « les jeunes aiment et qu'ils trouvent emblématiques » au lieu de créer une simulation plus réaliste. Sega demande ensuite à Nintendo la permission d'inclure Mario dans le jeu, ce qui serait la première rencontre entre leurs mascottes. Nintendo accepte et s'associe avec Sega en interne pour ajouter un contrôle de qualité au développement,. Les deux compagnies ressentent que l'esprit sportif et compétitif des Jeux olympiques est idéal pour leurs mascottes, pourtant rivales auparavant.

### Développement du jeu
Mario et Sonic aux Jeux olympiques est officiellement annoncé par Sega et Nintendo dans un communiqué de presse conjoint le 28 mars 2007 présenté pour la première fois à l'E3 2007. Dans une autre présentation de la collaboration entre les deux sociétés, le jeu est montré comme principalement développé par le département Sega Sports R&D, de Sega Japan sous la supervision de Shigeru Miyamoto. Racjin et, d'après le site de jeux vidéo IGN, TOSE, un développeur connu pour ne pas être crédité de ses jeux, participent au développement de Mario et Sonic aux Jeux olympiques,. Le jeu est officiellement autorisé par une licence de l'International Sports Multimedia et il s'agit du premier jeu vidéo officiel des Jeux olympiques d'été de 2008,. Le président de Sega Europe déclare que plusieurs épreuves, dont le judo, sont prévues à l'origine pour incarner pleinement les Jeux olympiques. Le contenu est ensuite réduit et le judo n'apparaît pas dans le produit final. Le développement du jeu est plus rapide que prévu ; en octobre 2007, Sega annonce que la date de sortie de Mario et Sonic aux Jeux olympiques sur Wii a été avancée de deux semaines et que le jeu en est à sa version finale. Il sort le 6 novembre 2007 aux États-Unis, puis le 22 novembre en Australie et au Japon, le 23 novembre en Europe et le 29 mai 2008 en Corée du Sud. La version DS suit le 17 janvier 2008 au Japon, le 22 janvier en Amérique du Nord, le 7 février en Australie, le 8 février en Europe et le 26 juin en Corée du Sud. Les deux versions sont publiées par Nintendo au Japon et par Sega dans les autres pays.

## Accueil

### Ventes
Mario et Sonic aux Jeux olympiques est un succès commercial,. Pendant les premiers mois suivant sa sortie, le jeu se trouve à quatre occasions au sommet du classement des jeux les plus vendus au Royaume-Uni. Il accumule sept semaines à la première place, dont les deux semaines suivant la sortie du jeu,. La version Wii est vendue à un demi-million d'exemplaires dans ce pays durant ces sept semaines. En juin 2008, les versions Wii et DS atteignent des ventes cumulées de 1,2 million au Royaume-Uni, ce qui pousse Sega à y créer des nouveaux plans de marketing. Les ventes totales dépassent deux millions dans ce pays. Le jeu Wii fait partie des dix jeux les plus vendus aux États-Unis en décembre 2007, avec 613 000 unités vendues. L'analyste Jesse Divnich pense que ce jeu est un exemple type du rôle de la marque dans les ventes des jeux Wii. La Wii est une exception à la corrélation entre la qualité et les ventes des jeux qu'on peut constater sur Xbox 360 et PlayStation 3. Divnich ajoute que « pour un joueur occasionnel, une note inférieure à 70 % sur Metacritic n'a aucune importance ». Les personnages identifiables de Mario et Sonic qui participent à un évènement renommé, les Jeux olympiques, suffisent à expliquer, selon lui, les ventes aux États-Unis.
Au 28 décembre 2008, 594 157 unités de la version Wii et, au 27 décembre 2009, 383 655 exemplaires de la version Nintendo DS sont vendus au Japon,. La version DS est le vingt-septième jeu le plus vendu dans ce pays en 2008. En France, la version Wii est au deuxième ou au troisième rang des jeux les plus vendus pendant les quatre semaines suivant leur sortie,,,. La version DS reste quant à elle au premier rang pendant six semaines,,,,,. Au 3 décembre 2008, les ventes totales atteignent 700 000 exemplaires dans ce pays. En 2008, c'est le huitième jeu le plus vendu en Australie alors que la version Wii est quatrième.
En juillet 2008, Simon Jeffrey, président de Sega of America, annonce que Sega a vendu approximativement 10 millions d'unités au total dans le monde et montre son intérêt à collaborer à nouveau avec Nintendo pour produire un autre jeu réunissant leurs deux mascottes. Le jeu est répertorié au Guinness World Records Gamer's Edition 2010 comme le « Jeu vidéo de crossover le plus vendu » avec 7,09 millions de ventes sur Wii et 4,22 millions de ventes sur DS.

### Critiques
| Aperçu des notes reçues     | Aperçu des notes reçues | Aperçu des notes reçues |
| Publication                 | Wii                     | DS                      |
| --------------------------- | ----------------------- | ----------------------- |
| 1UP.com                     | C+                      | C+                      |
| Edge                        | 6/10                    | —                       |
| EGM                         | 6,7 et 6/10             | —                       |
| Eurogamer                   | 7/10                    | 5/10                    |
| GamePro                     | 3,5/5                   | 3,25/5                  |
| GameSpot                    | 6/10                    | 6/10                    |
| IGN                         | 7,9/10                  | 7,8/10                  |
| X-Play                      | 3/5                     | —                       |
| Jeuxvideo.com               | 14/20                   | 14/20                   |
| Jeuxvideo.fr                | 5/10                    | 6/10                    |
| Gamekult                    | 6/10                    | 6/10                    |
| Puissance Nintendo          | 15/20                   | —                       |
| Aperçu des notes composites |                         |                         |
| Metacritic                  | 67 %                    | 70 %                    |
| GameRankings                | 67,72 %                 | 69,03 %                 |

Bien que Mario et Sonic aux Jeux olympiques soit affublé du titre de « Meilleur jeu Wii 2007 » à la Games Convention de Leipzig, le jeu reçoit des critiques mitigées ; la version DS souffre d'un accueil similaire. On reproche souvent à Sega et Nintendo de ne pas avoir placé la première rencontre de leurs mascottes respectives dans le genre qui les a rendues célèbres — les jeux de plateformes,. À la place, les deux entreprises lâchent Mario et Sonic dans un party game sur fond olympique,, un changement que Tae Kim, de GamePro, juge comme « un outil marketing » de promotion des Jeux de Pékin. Bien qu'on loue la version Wii pour l'expérience multijoueur divertissante qu'elle apporte, on lui reproche son gameplay superficiel et ses règles complexes,. GameTrailers conclut que le manque d'« élégance et de simplicité » du jeu fait d'une cohorte dépareillée de mascottes sa principale attraction.
Aaron Thomas, de GameSpot, juge le système de contrôle de la version Wii « inintéressant et parfois frustrant ». Morgan Webb, de X-Play, le qualifie de « non-intuitif » et ajoute que, dans les mini-jeux, les joueurs doivent « agiter frénétiquement leurs Wiimotes tout en appuyant sur plusieurs boutons en même temps ». Dan Hsu, de Electronic Gaming Monthly, relève que les contrôles sont compliqués pour un jeu qui devrait être un « pur party game » facile à utiliser. Le site Jeuxvideo.fr indique que le gameplay a « trop peu de diversité » et qu'il « manque de précision ». Tae Kim considère que les épreuves sont « courtes et peu profondes » et demandent principalement au joueur de bouger la Wiimote et le Nunchuk de haut en bas pour les courses par exemple. Logan, de Jeuxvideo.com, estime que c'est « très bon petit jeu prenant tout son sens avec plusieurs amis » malgré le fait que l'« on retrouve souvent la même jouabilité d'une épreuve à l'autre » ; Puyo, de Gamekult, a un avis similaire. Mark Bozon, d'IGN, qualifie Mario et Sonic aux Jeux olympiques de succès pour sa valeur divertissante provenant de la variété des compétitions. Cependant, lui et plusieurs autres critiques ressentent que les épreuves de la même catégorie sont trop semblables ; Bozon note que la diversité est absente et qu'il y a « cinq ou six épreuves presque identiques », et Thomas juge que les gameplays de plusieurs épreuves sont trop approchants, bien qu'il salue leur grand nombre. Les deux critiques privilégient les objectifs plus complexes rencontrés dans les épreuves fantaisistes, qui partagent des caractéristiques avec les jeux de sport Mario, et le tir à l'arc,.
Sur Nintendo DS, Mario et Sonic aux Jeux olympiques est considéré comme identique à son homologue Wii dans sa conception, ; les avis sur son système de contrôles varient cependant considérablement. Gerald Villoria, de GameSpy, pense que les compromis entre les deux versions les rendent tout aussi agréables et Logan trouve que le jeu DS est « aussi convivial que sur Wii ». Andrew Fitch, de 1UP.com, note que le gameplay physiquement moins exigeant de la version DS permet d'y jouer sur des périodes plus longues. Fitch remarque aussi que dans presque chaque cas, les épreuves sont bien plus amusantes sur DS grâce aux capacités motrices plus subtiles requises pour contrôler les personnages. Cependant Ellie Gibson, d'Eurogamer, note que le manque d'exigence physique réduit l'attention du joueur. ALS, de Gamekult, considère le gameplay « pas aussi fun que celui des autres jeux de sport dans lequel apparaît le plombier ». Craig Harris, d'IGN, a une opinion similaire. Il note que « secouer rapidement la télécommande est bien plus stimulant que toucher rapidement l'écran tactile ».
Pour les deux versions, les critiques préfèrent les anciennes musiques remixées de Nintendo et Sega aux nouveaux thèmes. Robert Workman, de GameDaily, qualifie la musique de fond de « généralement oubliable », alors que Logan la trouve « naïve » et Emily Balistrieri, de GamePro, pense que la plupart des musiques ne sont pas très intéressantes. Une grande part des publications s'accorde pour dire que la version Wii du jeu a des textures propres et des animations bien faites ; Iun Hockley, de N-Europe, estime que chaque personnage est agréablement rendu et Thomas ajoute que les graphiques sont colorés. Comparés à ceux de la version Wii, les effets visuels de la version DS sont du même style et ses graphismes sont presque au même niveau,. À cause de l'impossibilité de concourir contre les autres joueurs en ligne, Harris considère que l'utilisation de la Nintendo Wi-Fi Connection sur DS est une occasion manquée. Beaucoup de critiques, dont Gibson et James Orry, de Pro-G, trouvent que le chargement des meilleurs temps et scores est très lent,. Même si la version sur console de salon propose aussi un classement en ligne, le manque de compétition directe entre les joueurs se fait ressentir. Déçu par cet aspect, Bozon relativise en disant que les classements « ont certainement du sens pour des jeux de ce type ».

## Postérité
Un jeu pour téléphone mobile nommé Sonic aux Jeux olympiques sort en juin 2008. Dans ce jeu développé par AirPlay, on trouve quatre personnages de l'univers de Sonic qui participent à cinq épreuves en athlétisme,.
Le succès commercial de Mario et Sonic aux Jeux olympiques amène la création d'autres jeux de sport de Mario et Sonic sur console ayant pour thème les Jeux olympiques d'été et d'hiver suivants. Sean Ratcliffe, vice-président du marketing à Sega of America déclare : « Je pense que le facteur clé pour décider de poursuivre cette série est tout simplement le succès. Est-ce que le jeu a eu du succès ? Les clients en sont-ils contents ? ». Mario et Sonic aux Jeux olympiques d'hiver, s'appuyant sur les Jeux olympiques d'hiver de 2010, sort sur Wii et DS en octobre 2009. Ses ventes sont de 6,53 millions aux États-Unis et en Europe au 31 mars 2010. Mario et Sonic aux Jeux olympiques de Londres 2012 repose sur les Jeux olympiques d'été de 2012 et sort sur Wii en novembre 2011 et sur Nintendo 3DS en février 2012. Ce jeu est vendu à 3,98 millions d'exemplaires au 24 novembre 2012,.